# Dionýsius (papež)
Svatý Dionýsius byl 25. papežem katolické církve od 22. července 259 do 26. prosince 268.

## Život
Podle některých pramenů se narodil v Řecku. Papežem byl zvolen až téměř rok po umučení svého předchůdce svatého Sixta II., neboť v době vrcholícího pronásledování křesťanů za vlády císaře Valeriana bylo prakticky nemožné volbu zorganizovat. Mohla se tedy odehrát až poté, když byl Valerianus v bitvě s Peršany zajat a později popraven.
Nový římský císař Gallienus vydal toleranční edikt, kterým zastavil pronásledování a dal křesťanské církvi legální status. Dokonce vrátil křesťanům veškerý majetek včetně chrámů, hřbitovů, kostelů a dalších budov, který jim byl v minulých letech konfiskován.
Dionýsius byl zřejmě vzdělaným mužem a dobrým diplomatem. Po zlegitimizování křesťanské víry musel zejména reorganizovat zdevastovanou strukturu římské církevní správy a navázat spojení s ostatními křesťanskými komunitami. Dále musel kompromisem natrvalo odstranit spory o druhý křest heretiků, kteří se chtějí vrátit k církvi.
Značnými finančními obnosy se zasloužil o obnovu kostelů v Kapadocii, které byly zničeny nebo vážně poškozeny po nájezdech Gótů, a také vykoupil svobodu mnoha zajatců.
Sv. Dionýsius je prvním z papežů, který prokazatelně nezemřel jako mučedník, ale přirozenou smrtí 26. prosince 268. Byl pohřben v papežské kryptě Kalixtových katakomb.
Památku sv. Dionýsia si katolická církev připomíná v den jeho úmrtí 26. prosince. V umění je tento světec zpravidla zobrazován v papežském ornátu s knihou v ruce.